# Гана Геґерова
Гана Геґерова (нар. 20 жовтня 1931 — пом. 23 березня 2021) — словацька актриса і співачка шансону. За межами своєї батьківщини найбільшу популярність мала в німецькомовних країнах. Її часто називають королевою чехословацького шансону. Мешкала в Празі.

## Біографія
Народилася Кармен Марія Штефанія Фаркашова у родині банківського службовця єврейського походження Яна Фаркаша. З боку матері вона походить зі старої і важливої нижчої аристократичної родини — дуже старої шляхетської родини Челко з села Челкова Лехота, яке розташоване на північному заході Словаччини, в районі Поважська Бистриця. З 1937 по 1942 рік Геґерова відвідувала балетну школу при Національному театрі в Братиславі. Закінчивши початкову освіту в Комарно в 1950 році, вона працювала клерком у Škoda Works та викладачем у професійному училищі. З 1951 по 1953 рік Геґерова відвідувала професійні театральні курси в Державній театральній консерваторії, а потім у 1957 році приєдналася до театру імені Петра Їлемніцького в Жиліні.
У 1954 році Геґерова зіграла головну роль у фільмі «Фрона» під ім'ям Хана Челкова. У 1957 році вона вперше виступила як співачка на фестивалі Tatra Revue у Братиславі. Після того, як вона переїхала до Праги, видатний чеський актор Ян Веріх запропонував їй заручини в театрі ABC, проте вона відмовилася. З 1958 по 1961 рік вона виступала в Празькому театрі Рококо, а з 1961 по 1966 рік — у театрі Семафор, де виступала в джазовій опері Dobře placená procházka Іржі Сучі (лібрето) та Іржі Шлітра (музика), і фільм Kdyby tisíc klarinetů (Якщо тисяча кларнетів). У репертуарі Геґерової було багато шансонів чеських та словацьких авторів, а також чеські версії пісень з репертуару Едіт Піаф («Mylord»), Жака Бреля («Ne me quitte pas») та пісні Курта Вайля («Surabaya Johnny», «Пісня Варвари») та багатьох інших. У 1967 році Хана Геґерова виступила в паризькій Олімпії з піснями Жака Бреля та Шарля Азнавура. Також вона виступала на Всесвітній виставці в Монреалі. З 1977 по 1981 рік, під час нормалізації Чехословаччини, Геґерова була змушена припинити свою діяльність за кордоном, а її концертна діяльність також була обмежена в Чехословаччині. Після Оксамитової революції вона почала частіше виступати на публіці. За цей час вона отримала багато музичних нагород, наприклад, платиновий диск у 1992 році та чеський Грем в 1996 році. У 2002 році Гана Геґерова отримала медаль за заслуги від президента Чехії Вацлава Гавела.
У серпні 2011 року національна преса оголосила, що примадонна вирішила піти з музичної індустрії, сказавши для MusicServer: «Я вирішила, що більше не хочу цього. Я не хочу співати, я не хочу виходити на публіку. Я хочу позбутися стресу. Просто підприємство Hana Hegerová припиняється, лише Hana Hegerová залишається приватною особою, яка нарешті хоче насолоджуватися мирними днями зі своїм собакою. Побажайте мені удачі, щоб їх залишилося ще багато».
У грудні 2014 року вона була госпіталізована із серйозними проблемами з серцем до Загальноуніверситетської лікарні (Všeobecná fakultní nemocnice) у Празі.

## Дискографія
| Студійні альбоми - 1966: Šansony s Hanou Hegerovou - 1971: Recital - 1973: Recital 2 - 1977: Lásko prokletá - 1987: Potměšilý host - 2010: Mlýnské kolo v srdci mém | Експортні альбоми - 1967: Ich (aka Chansons) - 1969: Hana Hegerová - 1972: So geht es auf der Welt zu - 1974: Fast ein Liebeslied - 1975: Wir für euch - 1987: Chansons (aka Wenn die Schatten) |

## Фільмографія
| Рік  | Заголовок                         | Заголовок                       | Режисер (и)                    | Режисер (и) |
| Рік  | Оригінал                          | Українська                      | Режисер (и)                    | Режисер (и) |
| ---- | --------------------------------- | ------------------------------- | ------------------------------ | ----------- |
| 1954 | Frona                             | Фрона                           | Іржі Крейчик                   |             |
| 1957 | Tam na konečné                    | У Терміналі                     | Ян Кадар та Ельмар Клос        |             |
| 1960 | Přežil jsem svou smrt             | Я пережив певну смерть          | Войтех Ясний                   |             |
| 1960 | Policejní hodina                  | Година копа                     | Отакар Вавра                   |             |
| 1962 | Zhasněte lampióny                 | Вимкніть ліхтарі                | Ян Рохач та Володимир Світачек |             |
| 1962 | Neděle ve všední den              | Неділя буднього дня             | Фелікс Маріассі                |             |
| 1963 | Naděje                            | Надія                           | Карел Качиня                   |             |
| 1963 | Конкурс                           | Кастинг                         | Мілош Форман                   |             |
| 1965 | Kdyby tisíc klarinetů             | Якби тисяча кларнетів           | Ян Рохач та Володимир Світачек |             |
| 1966 | Dobře placená procházka (фільм)   | Добре оплачувана прогулянка     | Мілош Форман та Ян Рохач       |             |
| 1967 | Ta naše písnička česká            | Це наша чеська пісня            | Зденек Підскальський           |             |
| 1967 | Sedm žen Alfonse Karáska          | Сім дружин Альфонса Карасека    | Зденек Підскальський           |             |
| 1974 | Třicet případů majora Zemana      | Тридцять випадків майора Земана | Іржі Секвенс                   |             |
| 1988 | Lovec senzací                     | Приглушувач-рибалка             | Мартін Холлі                   |             |
| 1989 | Fabrik der Offiziere (телесеріал) | Офіцерський завод               | Вовк Фольмар                   |             |
| 1991 | Poslední motýl                    | Останній метелик                | Карел Качиня                   |             |
| 2006 | Kde lampy bloudí                  | Де бродять лампи                | Якуб Кохак                     |             |
| 2008 | Nestyda                           | Гадкий                          | Ян Хржебейк                    |             |